# فجر التاريخ

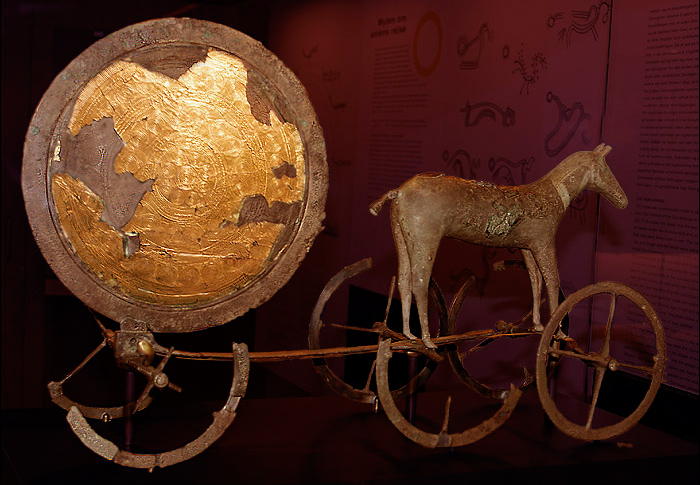

فجر التاريخ هو مصطلح يستخدم في دراسة التاريخ وعلم الآثار ويشير إلى الفترة الواقعة بين التاريخ وما قبل التاريخ .